# Dwergara
De dwergara (Ara severus) is een papegaaiachtige uit de familie papegaaien van Afrika en de Nieuwe Wereld (Psittacidae). De wetenschappelijke naam van de soort werd als Psittacus severus in 1758 gepubliceerd door Carl Linnaeus.

## Uiterlijk
De vogel is met de staart meegemeten ongeveer 45 centimeter lang. De staart, die de voor een ara typerende spits toelopende vorm heeft, is ongeveer 20 centimeter lang en aan de onderzijde bruinrood. Het verenkleed is voornamelijk groen met aan de voorzijde rode en blauwe vlekken op de vleugels. Het voorhoofd is kastanjebruin. Over de keel loopt een smalle, eveneens kastanjebruine, streep. Rondom de ogen is de naakte huid beige, en voorzien van dunne lijntjes. Deze dunne lijntjes bestaan uit heel kleine korte bruine veertjes. De ogen zijn geel en de poten lichtgrijs. De vogel weegt tussen de 300 tot 390 gram. Mannetjes zijn iets groter dan de vrouwtjes, hun verenkleed is echter gelijk.

## Leefgebied
De vogel wordt aangetroffen in grote delen van het noordelijke gebied van Zuid-Amerika. De vogel komt voor in het zuidelijke deel van Panama, het noordelijke deel van Bolivia, Venezuela, het noordelijke deel van het Amazoneregenwoud in Brazilië, Suriname, en Guyana. De vogel is geïntroduceerd in de Verenigde Staten. Hij voelt zich prima thuis in de regenwouden, oerwouden en bij de rivieren.

## Voedsel
Het voedsel van deze papegaai is aardig divers. Op het menu staan diverse vruchten, zaden, noten, fruit van palmbomen en bessen. Om voldoende mineralen binnen te krijgen bezoekt hij ook regelmatig een klei likplaats. Deze mineralen zorgen voor het neutraliseren van diverse giffen welke in zijn voedsel voorkomen.

## Voortplanting
Deze ara bouwt zijn nest in een hol in een boom. Het vrouwtje legt meestal twee of drie eieren welke wit van kleur zijn. Na een broedtijd van 28 dagen komen de eieren uit. Na een periode van 70 dagen verlaten de jongen het nest en vliegen uit.

## Ondersoorten
Van de dwergara zijn twee ondersoorten beschreven, maar moderne ornithologen beschouwen ze als synoniem.
- A. s. severus – oostelijk Venezuela, de Guyana's en noordelijk Brazilië
- A. s. castaneifrons – van oostelijk Panama tot noordelijk Bolivia en centraal Brazilië

## Status
De dwergara heeft een groot verspreidingsgebied  (5.800.000 km²) en daardoor is de kans op de status  kwetsbaar (voor uitsterven) gering. De grootte van de wereldpopulatie is niet gekwantificeerd. Men veronderstelt dat de soort in aantal stabiel is. Om deze redenen staat de dwergara als niet bedreigd op de Rode Lijst van de IUCN. Dit ondanks het feit dat in verschillende landen zoals bijvoorbeeld in West-Ecuador en Noord-Venezuela leefgebieden verdwijnen door omzetting van bos in land voor agrarisch gebruik en ondanks vangst voor (illegale) handel in exotische diersoorten.

## Afbeeldingen

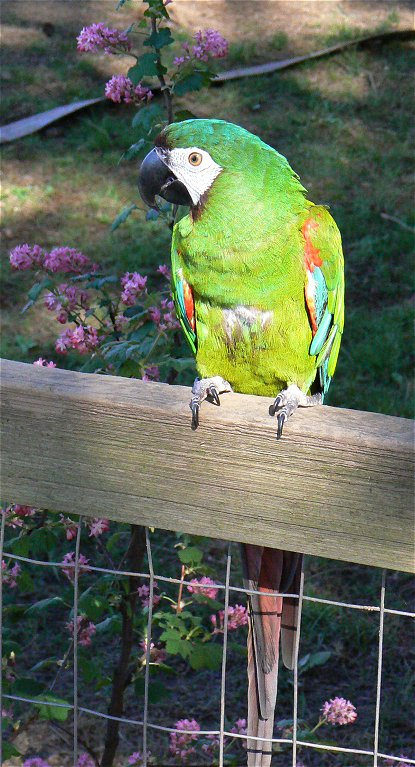
Dwergara
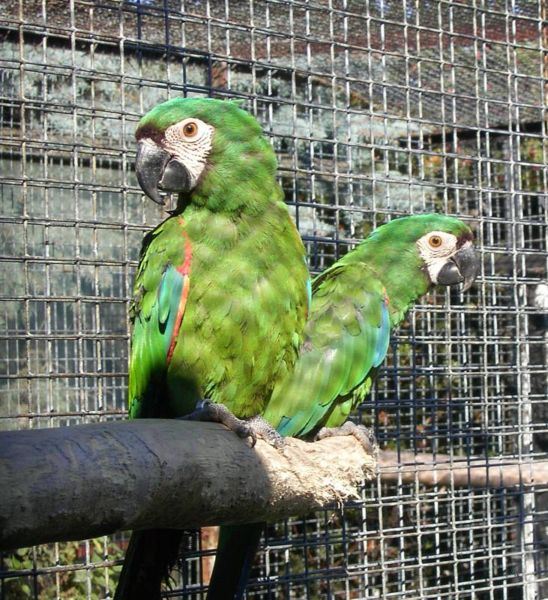
In gevangenschap
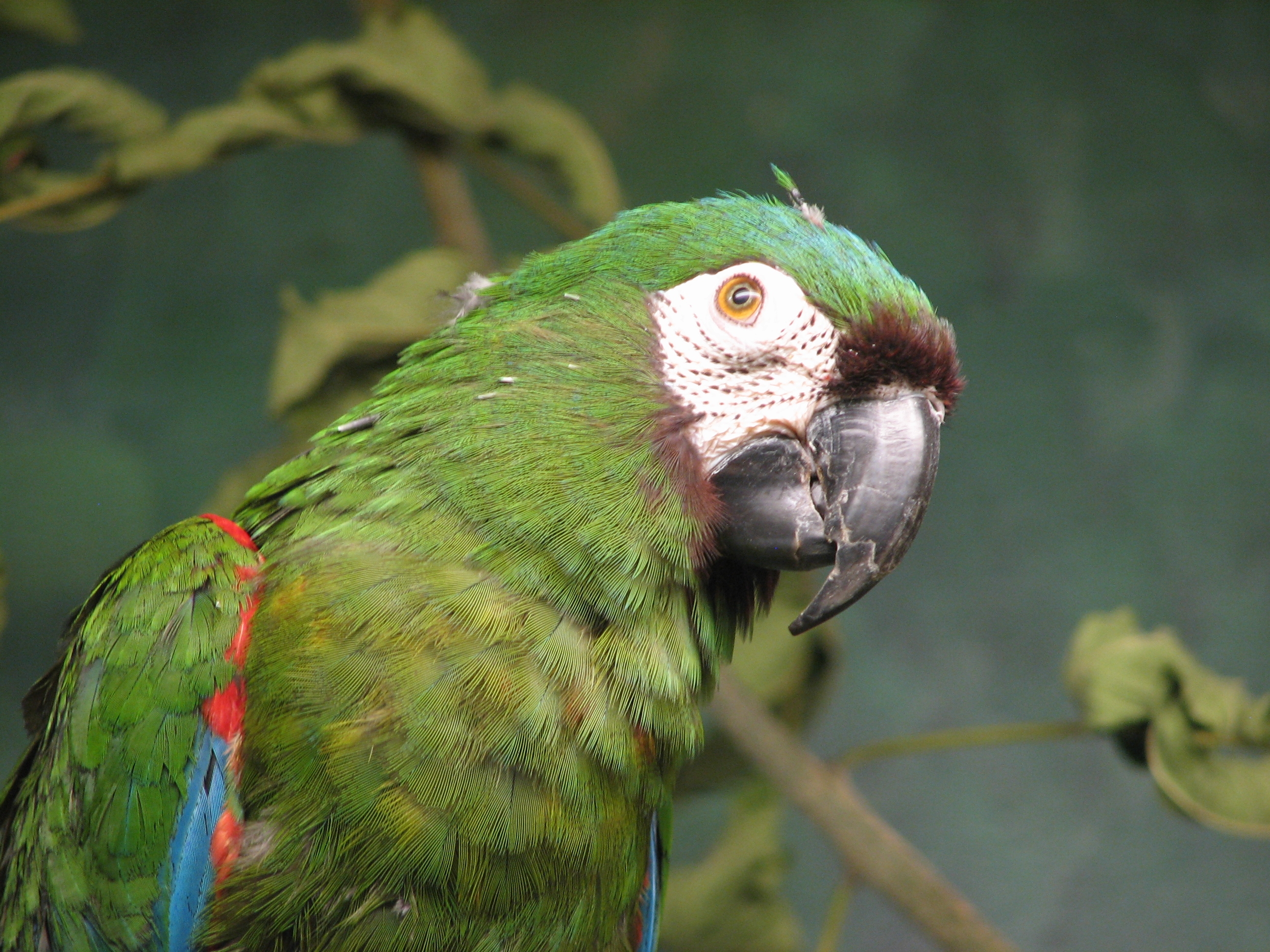
Portret
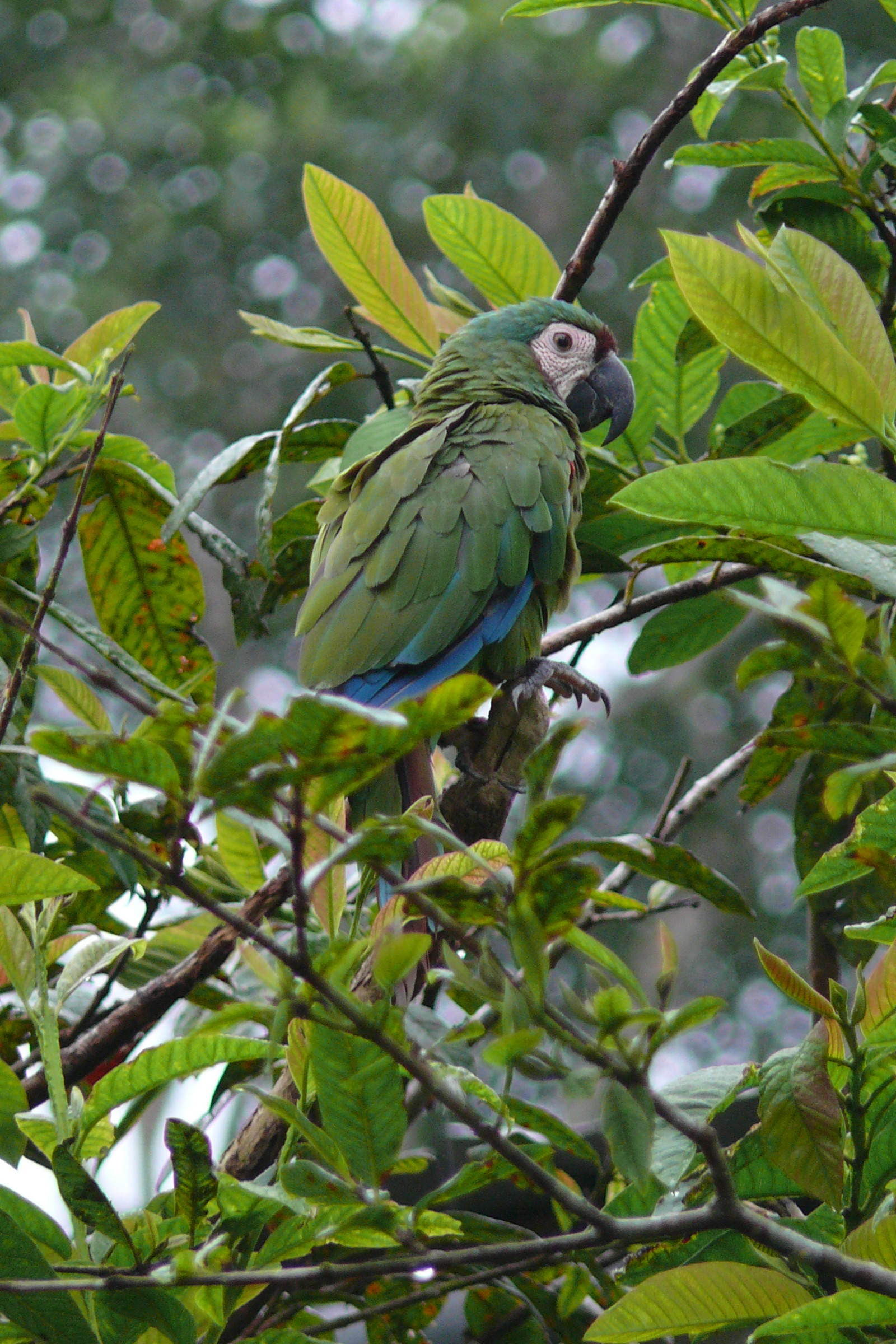
Bij Misahualli, Ecuador